# Mănăstirea Vlădiceni

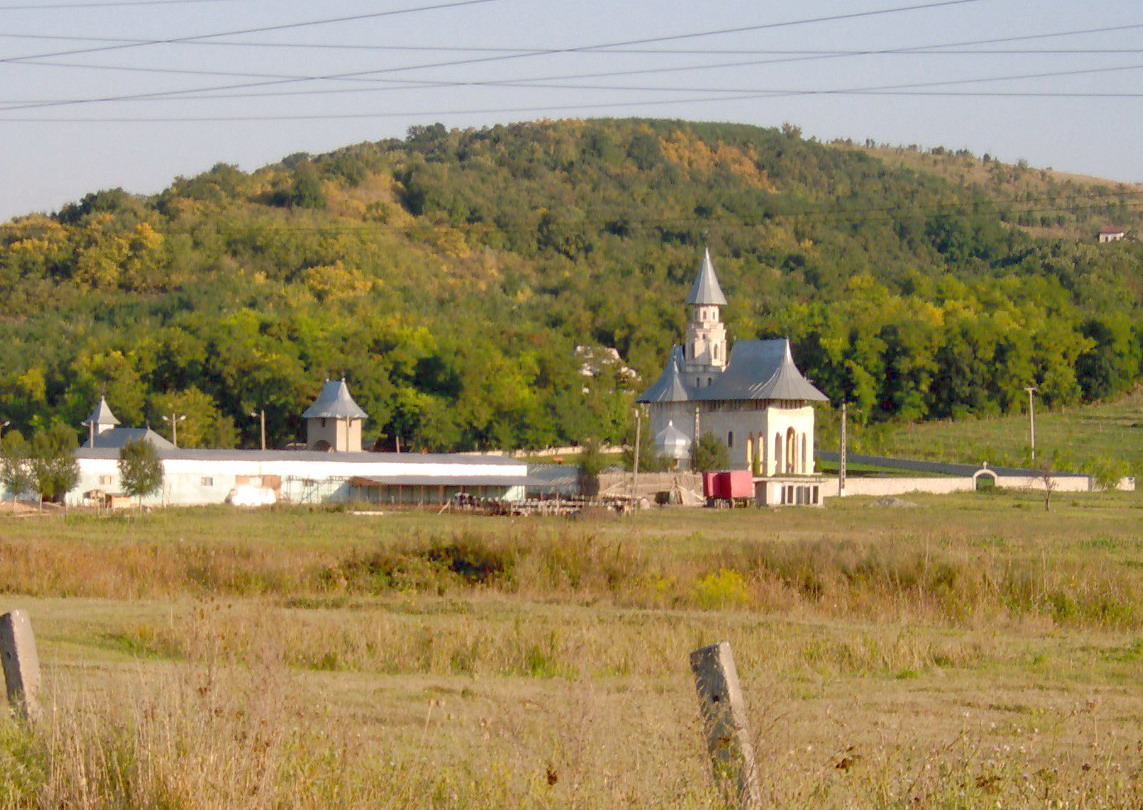
Mănăstirea Vlădiceni.

Mănăstirea Vlădiceni este o mănăstire de călugări, amplasată la marginea municipiului Iași, în localitatea Vlădiceni (din comuna suburbană Tomești), pe locul numit în cronici „Poiana Vlădicăi”.
Mănăstirea Vlădiceni se află la poalele unui deal împădurit, de unde se poate vedea întreaga zonă industrială a municipiului Iași. Drumul care duce la mănăstire este un drum asfaltat, dar care nu a fost întreținut.

## Istoria Mănăstirii Vlădiceni
Potrivit tradiției locale, în anul 1415, domnitorul Alexandru cel Bun și mitropolitul Iosif Mușat au întâmpinat la marginea Iașului, în locul unde se află astăzi Mănăstirea Vlădiceni, alaiul care ducea moaștele Sf. Mare Mucenic Ioan din Trapezunt de la Cetatea Albă către Suceava, capitala de atunci a Țării Moldovei. Cu această ocazie, poiana unde a fost întâmpinat alaiul a fost denumită „Poiana Vlădicăi”, denumire existentă și în cronici. Din acest motiv, după câțiva ani s-a ridicat aici un schit, dar acesta a dispărut cu timpul.
Între anii 1908-1910, câțiva călugări au construit în valea Cozmanei din apropierea Poienii Vlădiceni o primă biserică a Schitului Vlădiceni, spre cinstirea Sf. Apostol și Evanghelist Ioan. Între ctitorii de atunci, se numără și Arhimandritul Teodosie Șoriceanu și câțiva călugări atoniți.
Opt ani mai târziu, în anul 1918, biserica a fost distrusă în întregime în urma exploziei unui depozit de muniții din apropiere. Din cauza exploziei depozitului de muniție, schitul a fost distrus, murind mai mulți călugări, printre care și arhimandritul Teodosie.
După primul război mondial, între anii 1923-1928, în timpul păstoririi mitropolitului Pimen Georgescu, arhimandritul Epifanie Demetrescu și alți câțiva călugări veniți în România de la Muntele Athos, au reclădit așezarea monahală distrusă construind o a doua biserică. Aceasta a fost grav avariată de cutremurul din anul 1940, iar în timpul celui de-al doilea război mondial s-a încercat refacerea ei. Avaariată și în timpul războiului (1941-1945), biserica a necesitat ample lucrări de renovare care s-au desfășurat între anii 1957 și 1959. Ulterior, ea a fost folosită ca biserică de mir, filială a Parohiei Tomești.
Astfel, dacă în anul 1944, Schitul Vlădiceni avea două clădiri gospodărești, cu rol de chilii, în anul 1959, ele au fost preluate de către gospodăria agricolă de stat, iar biserica schitului a funcționat din acel an doar ca biserică care aparținea de Parohia Tomești. În acea biserică se slujea numai de câteva ori pe an, dar apoi, în anii '60 ai secolului al XX-lea, lăcașul de cult a fost folosit ca depozit pentru diverse materiale de construcții și, fiind complet neglijat, s-a ruinat în întregime .
În anul 1992, a fost inițiată refacerea Mănăstirii, din inițiativa mitropolitului Daniel Ciobotea al Moldovei și Bucovinei și cu purtarea de grijă a episcopului-vicar al Arhiepiscopiei Iașilor, Calinic Dumitriu Botoșăneanul. PS Calinic s-a ocupat personal de întocmirea formalităților în vederea obținerii aprobărilor necesare. Sfântul Sinod al BOR a aprobat înființarea mănăstirii și, în anul 1995, locul unde se va construi biserica a fost sfințit de IPS Daniel. Primul stareț a fost numit în anul 1995 protosinghelul Meletie Cucoară.
S-a construit inițial un paraclis cu hramul "Sf. Prooroc Ilie Tesviteanul", apoi într-o perioadă de cinci ani, a fost ridicată o biserică monumentală din cărămidă pe locul celei construite de călugării atoniți, care a fost inspirată de stilul bisericilor moldovenești din veacul al XV-lea. Hramul noii biserici este sărbătoarea "Sf. Apostol și Evanghelist Ioan", prăznuită la data de 8 mai în fiecare an.
La 10 iunie 2007, la vârsta de numai 46 ani, a murit protosinghelul Meletie Cucoară, primul stareț al mănăstirii.
A fost înmormântat în curtea bisericii. Noul stareț a fost numit arhimandritul Arsenie Butnaru.

## Controverse

Familia omului de afaceri Constantin Comănescu pictată în Mănăstirea Vlădiceni.

Biserica Mănăstirii Vlădiceni a intrat în atenția presei locale, după ce s-a constatat că în pronaos a fost pictat în mărime naturală într-o frescă, pe peretele rezervat de obicei domnitorilor ctitori de biserici, omul de afaceri ieșean Constantin Comănescu, împreună cu soția și cu cei doi copii.
Aflată la capătul zonei industriale a Iașului, la poalele unui deal împădurit, Mănăstirea Vlădiceni a fost construită cu aportul omului de afaceri ieșean Constantin Comănescu care cumpărase niște sere din apropiere. El a donat materiale de construcții și "de aceea am socotit că trebuie să-i mulțumim pictându-l în mănăstire, împreună cu familia", a declarat starețul Mănăstirii, protosinghelul Meletie Cucoară . După aflarea de către presă a existenței acestei fresce, omul de afaceri a declarat că nu a știut de pictură și a cerut ștergerea ei. În locul tabloului votiv au fost pictați Sfinții Împărați Constantin și Elena.

## Complexul mănăstiresc

### Paraclisul
Paraclisul a fost construit în anul 1996 într-un timp record de numai trei luni, din cărămidă făcută în mănăstire. Are formă de navă și este compartimentat în altar și naos. Altarul este luminat de o fereastră la est și alta pe zidul nordic. Pe altar este o turlă oarbă, pătrată, cu acoperișul piramidal și cu trei ferestre, la sud, est și nord. În dreapta altarului este o cameră pentru veșminte.
Catapeteasma, din lemn de brad sculptat, este pictată. Naosul, spațios, are tavanul semicircular și este luminat de două ferestre pe zidul din sud și alte două așezate pe zidul nordic. Toate ferestrele sunt din metal, duble, terminate în arc. Urmează să se adauge paraclisului și un pridvor închis. Pardoseala este din dușumea de brad, iar acoperișul, din tablă de zinc.

### Biserica

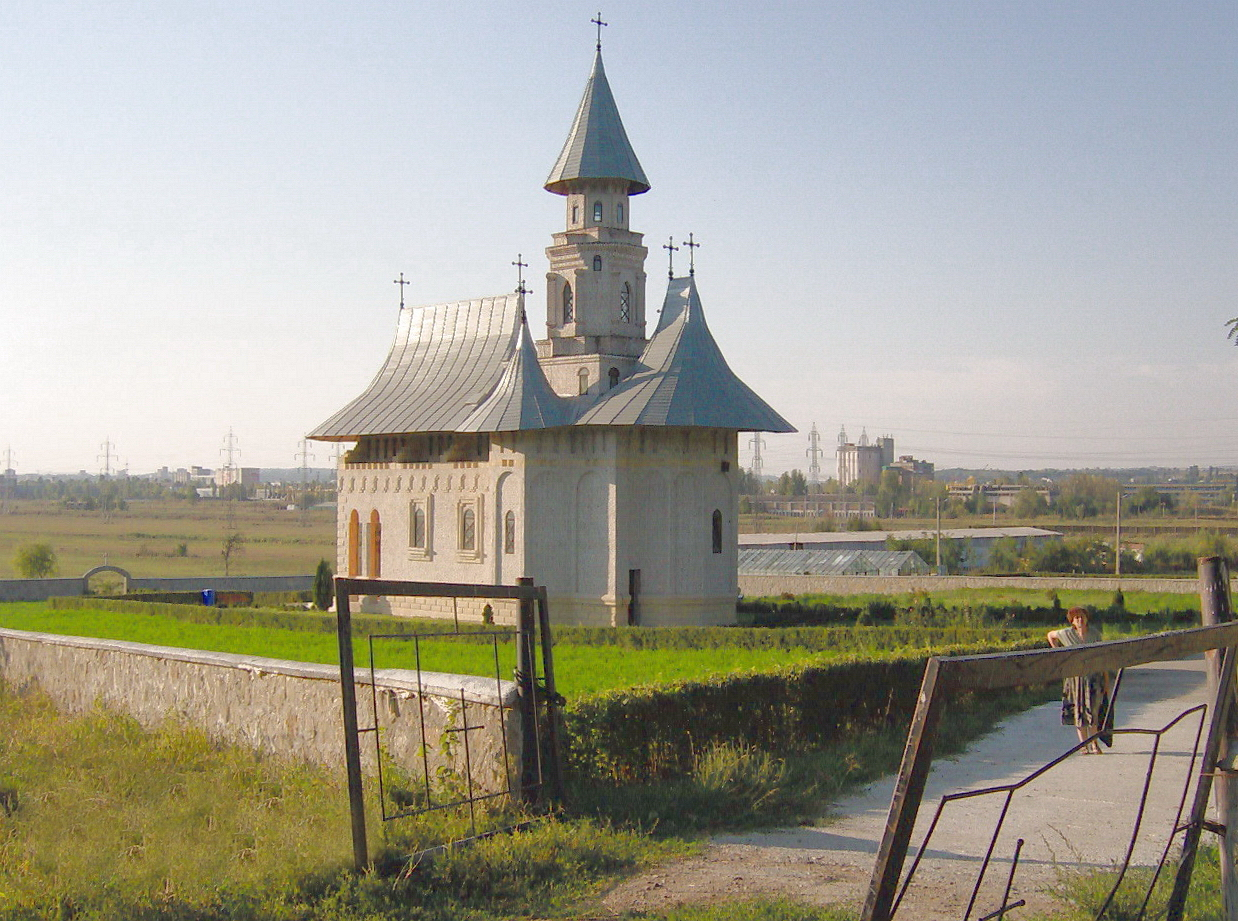
Biserica Mănăstirii Vlădiceni.

Noua biserică a Mănăstirii Vlădiceni a fost sfințită la data de 23 mai 1999 de către mitropolitul Moldovei și Bucovinei, Daniel Ciobotea. Ulterior au fost construite anexele gospodărești: casa monahală și câteva căsuțe din lemn pentru pelerini, precum și un edificiu care adăpostește o ferma-gospodărie a Centrului Eparhial Iași. Pictarea interioară a bisericii și a pridvorului deschis a avut loc în anul 2004.
Hramul noii biserici este sărbătoarea "Sfântul Apostol și Evanghelist Ioan", prăznuită la data de 8 mai în fiecare an. Biserica cea mare este o clădire din cărămidă, în formă de cruce, cu lungimea de 25 de metri și lățimea de 7 metri, iar în zona absidelor de 11 metri. Structura de rezistență este din stâlpi de beton.
Intrarea în pronaos se face printr-o ușă din lemn de stejar sculptat. Pridvorul deschis este spațios, susținut de patru stâlpi în față și de câte alți doi stâlpi în părțile laterale. Pardoseala bisericii și pridvorului este din marmură. Acoperișul, din tablă zincată, are streșinile foarte largi. Biserica este pictată în tehnica frescă.
Pronaosul foarte spațios este luminat de două ferestre pe zidul din sud și alte două pe cel nordic. Și în pronaos sunt doi stâlpi masivi marginali, pe care se sprijină arcadele ce susțin cele două bolți circulare. Deasupra pronaosului se înalță două turle deschise, octogonale, luminate de câte trei ferestre la sud și la nord.
Naosul cu absidele largi și adânci este luminat de câte o fereastră la sud și nord. Are deasupra o turlă deschisă cu baza pătrată și două etaje octogonale, luminate de patru ferestre. Se delimitează de pronaos prin doi stâlpi masivi marginali. Catapeteasma este din lemn de stejar sculptat. Altarul este luminat de o fereastră la est.

### Alte construcții
Mănăstirea este împrejmuită cu un zid de piatră, având la intrare un turn-clopotniță cu un etaj, care are o deschidere largă. Biserica, construită în stilul bisericilor moldovenești din secolul al XV-lea este monumentală ca dimensiuni și are un pridvor deschis unde sunt pictați sfinții români canonizați de către Sfântul Sinod al Bisericii Ortodoxe Române în anul 1992. În incinta Mănăstirii se mai află și o fântână cu roată acoperită cu o cupolă de tablă.
O altă ieșire din incinta Mănăstirii, are o boltă de piatră și duce către un mic cimitir amenajat pentru viețuitorii Mănăstirii, cat si pentru un numar relativ mic de laici  cu frica si dragoste de Dumnezeu, trecuți la cele veșnice.
La 150 de metri nord-est de biserică s-a construit corpul de chilii în formă cubică, din cărămidă, clădire parter și etaj. La etaj are cerdac susținut de stâlpi din lemn cu parapet, grilaj de scândură vopsit în culoarea maro. Clădirea adăpostește chiliile, trapeza pictată, bucătăria, stăreția. Este acoperită cu tablă zincată. În incintă s-a creat un frumos parc cu alei asfaltate.
La 100 de metri nord-vest se află o altă construcție, din zid de cărămidă, lungă de 80 de metri, orientată de la sud la nord, acoperită cu plăci de azbociment. Aici sunt grajdurile animalelor și fânarul.

## Fotogalerie

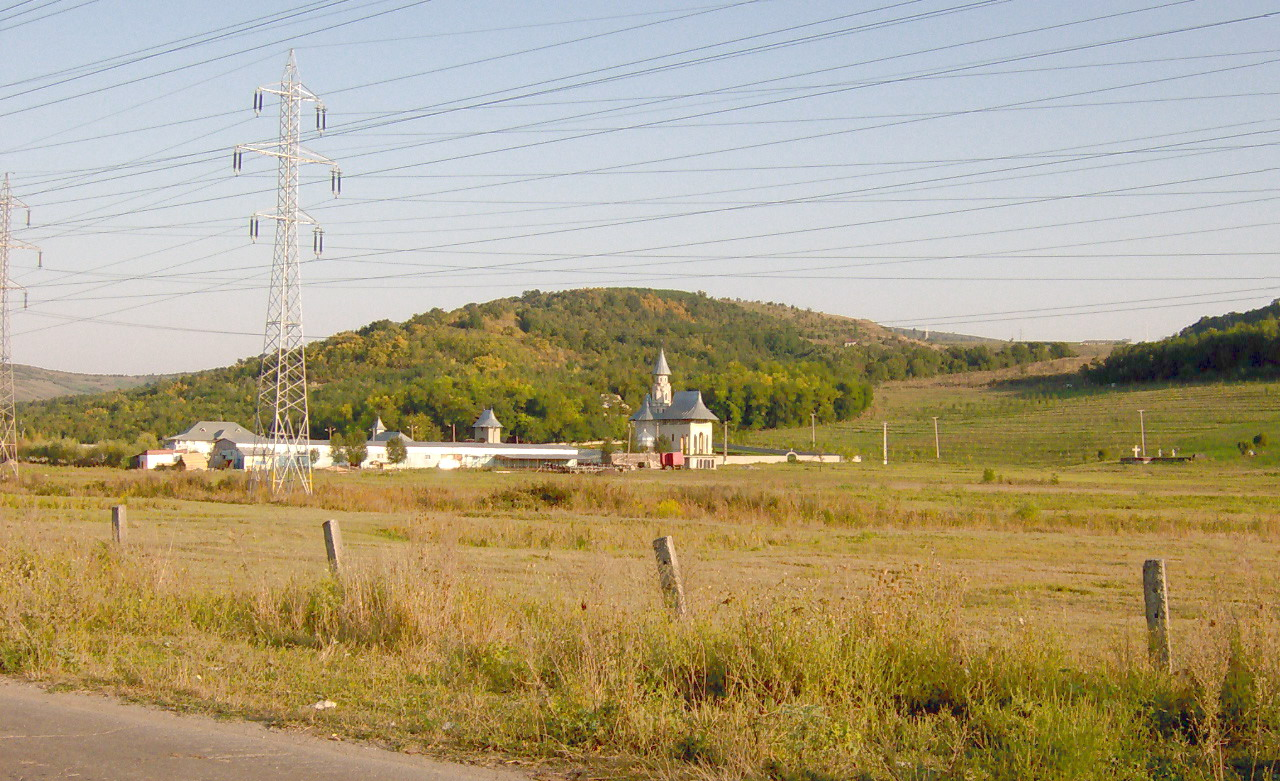
Ansamblul Mănăstirii Vlădiceni
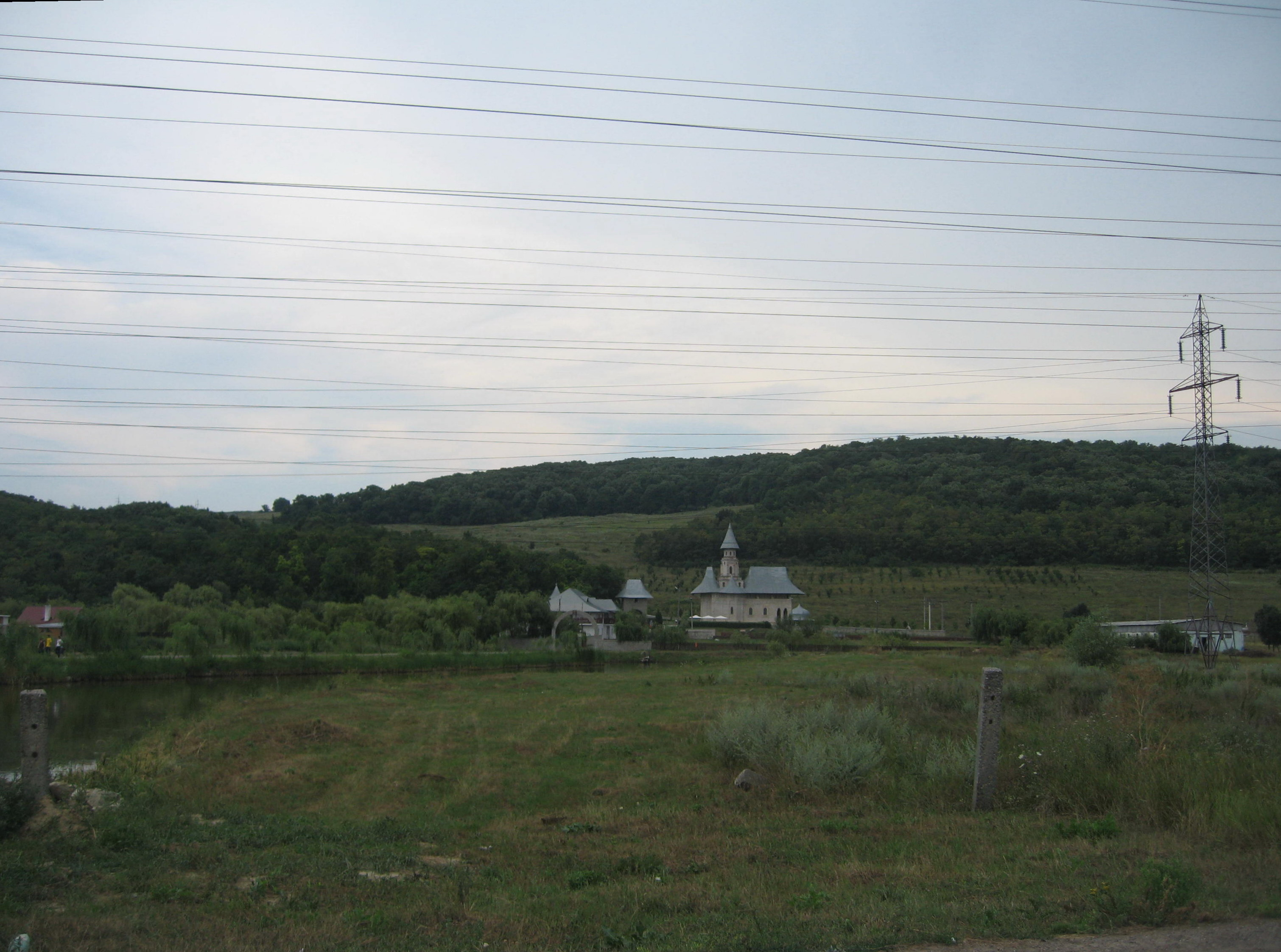
Mănăstirea Vlădiceni văzută de pe şosea
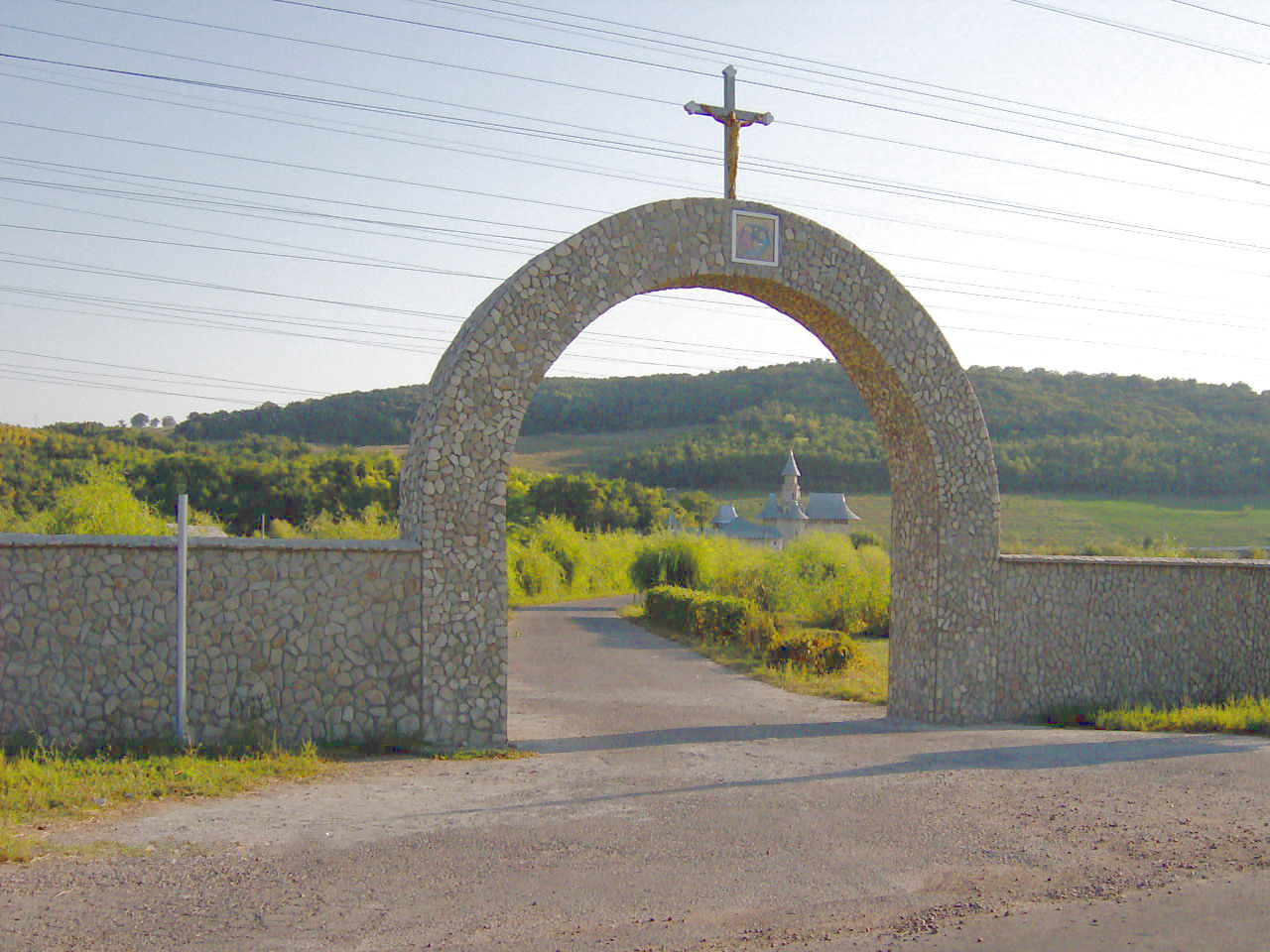
Intrarea în Ansamblul Mănăstiresc Vlădiceni
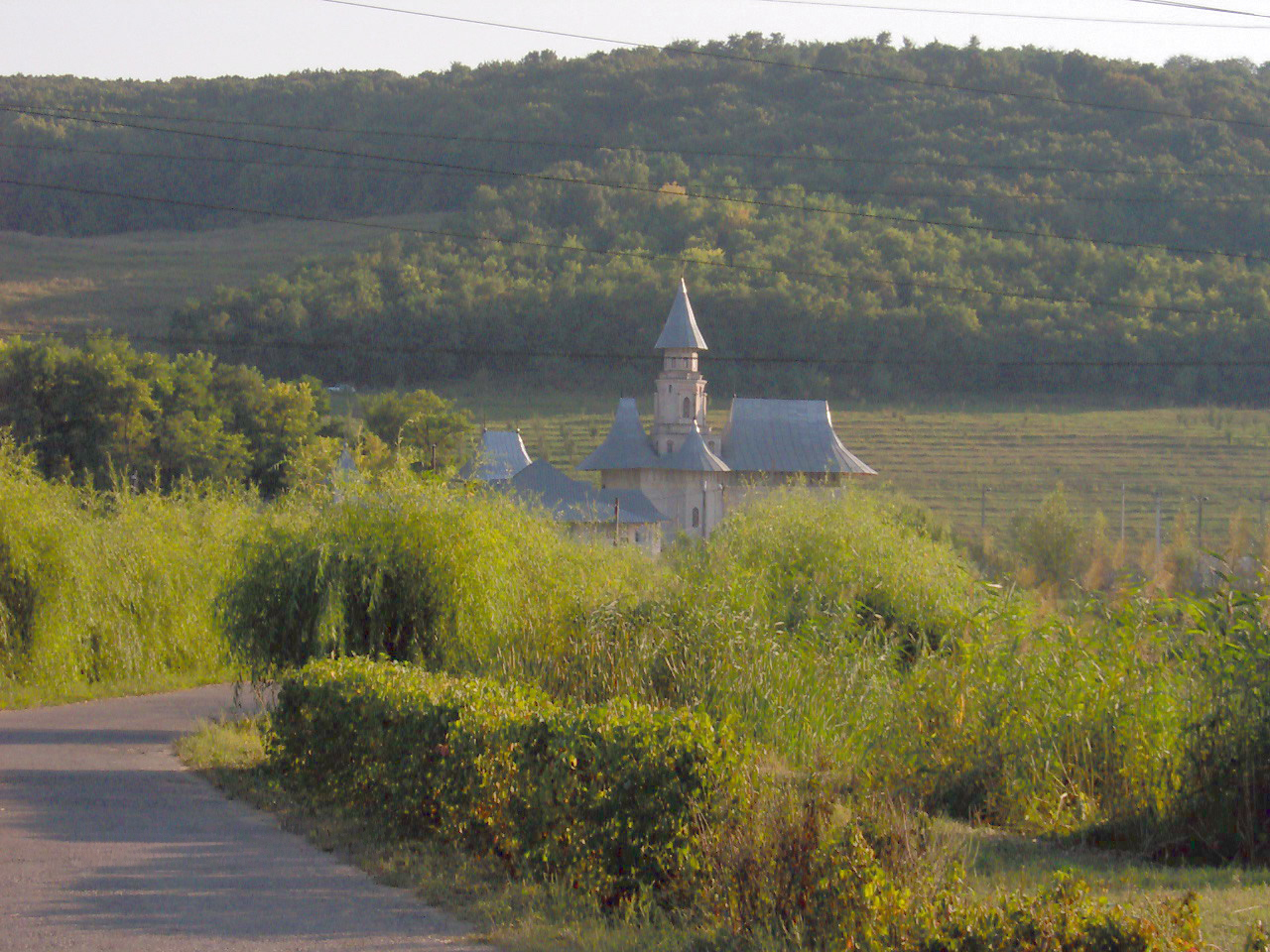
Privire asupra bisericii de la intrarea în ansamblu
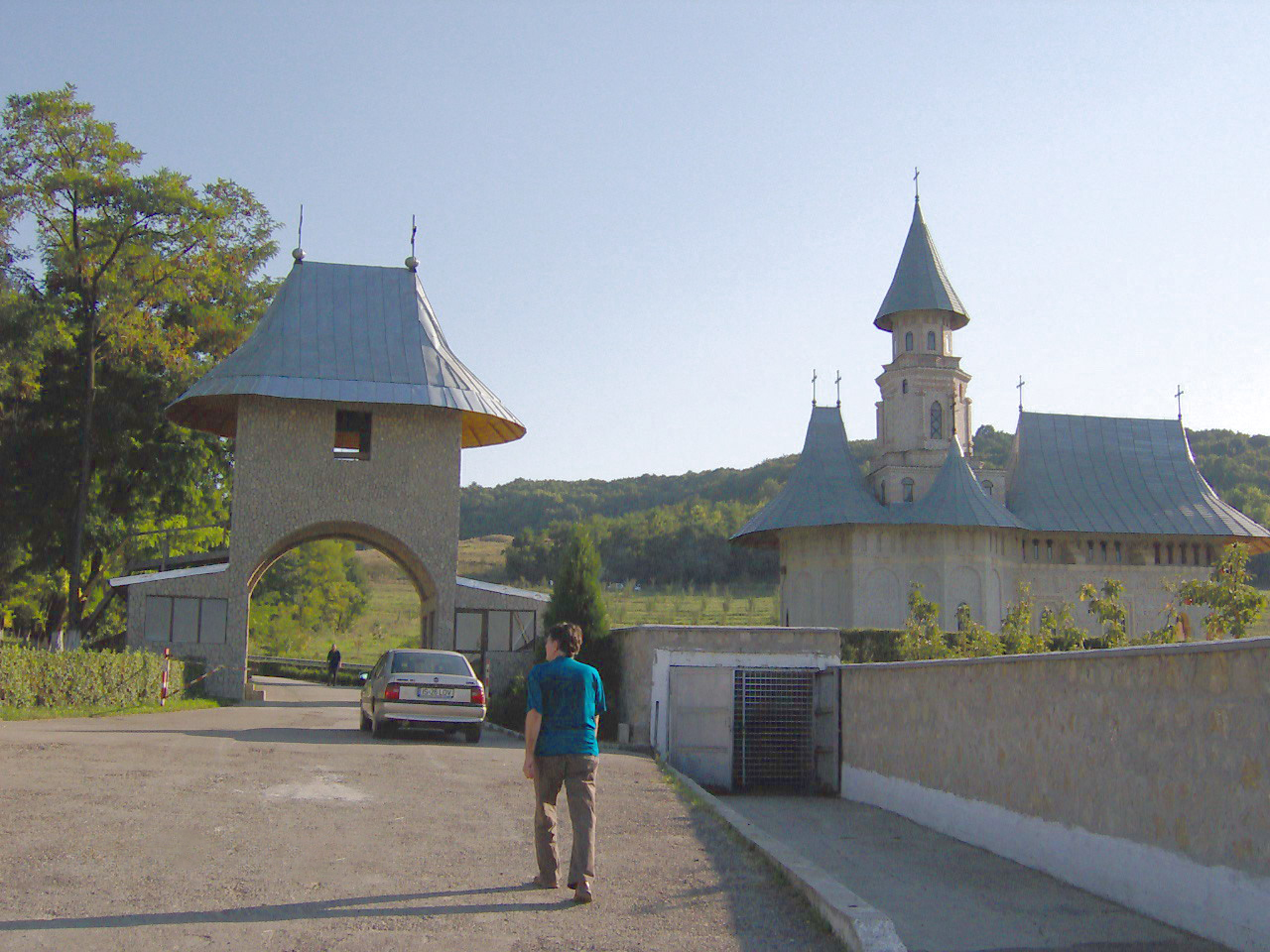
Turnul clopotniţă şi biserica
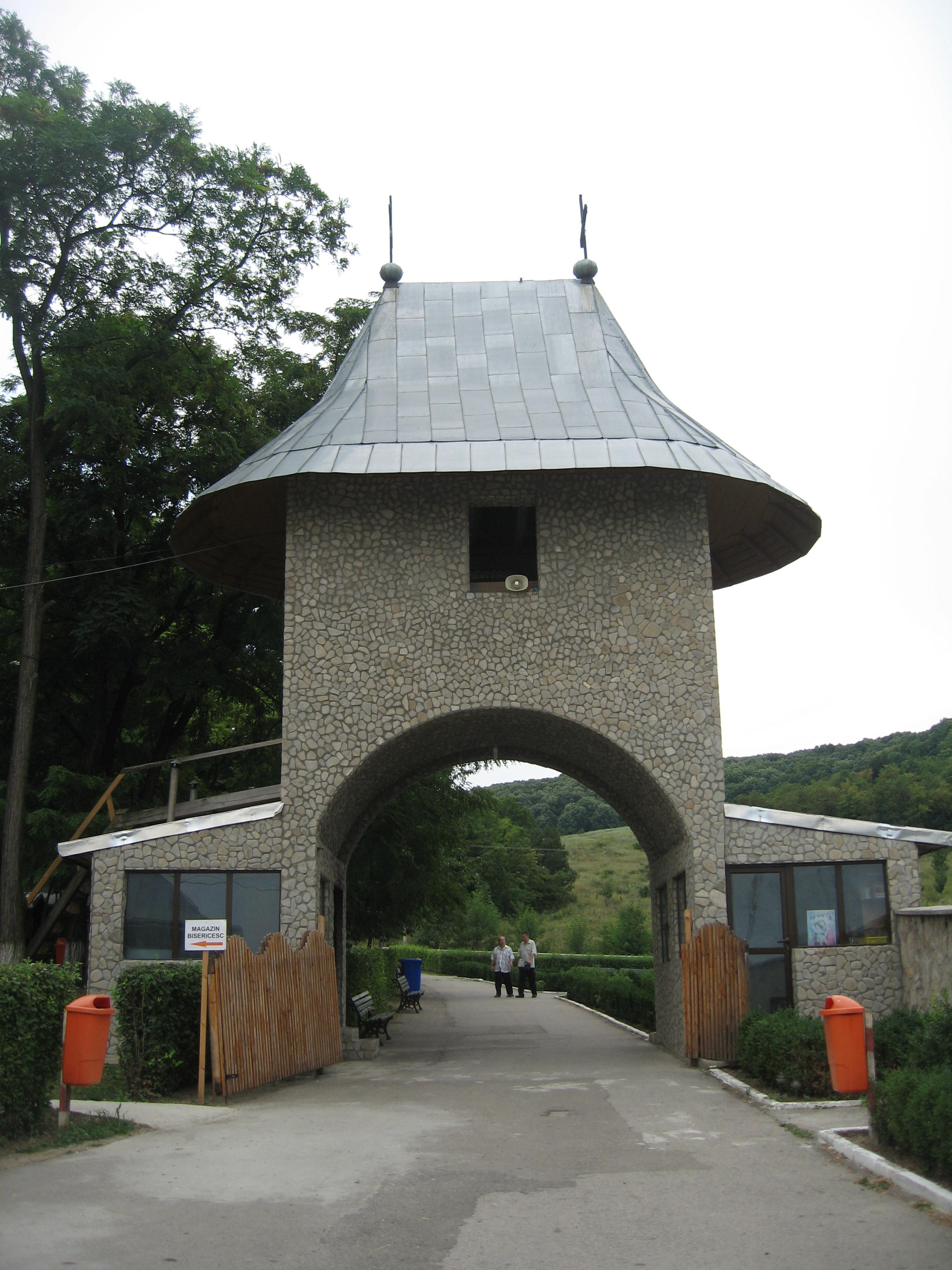
Turnul clopotniţă
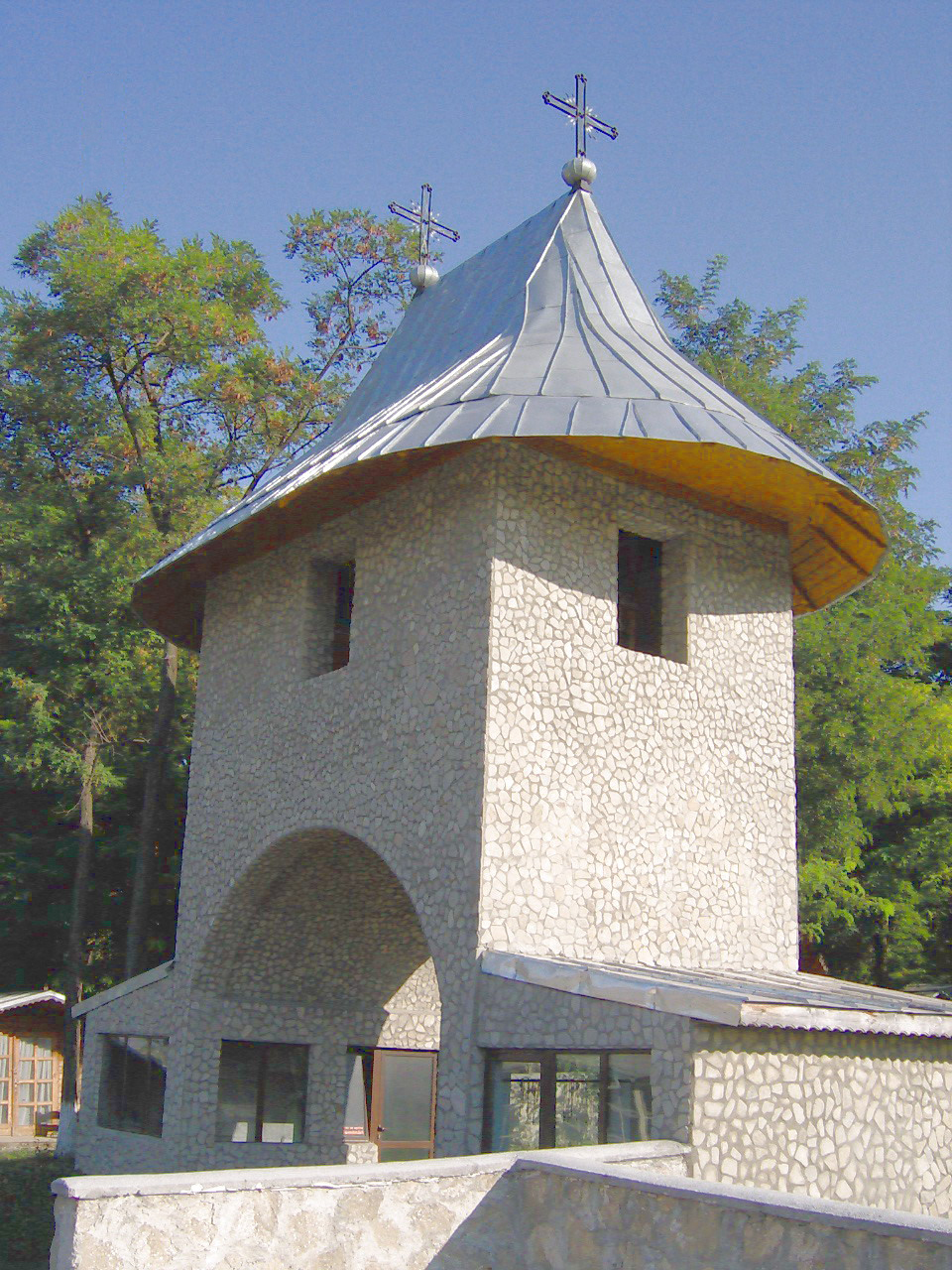
Turnul clopotniţă
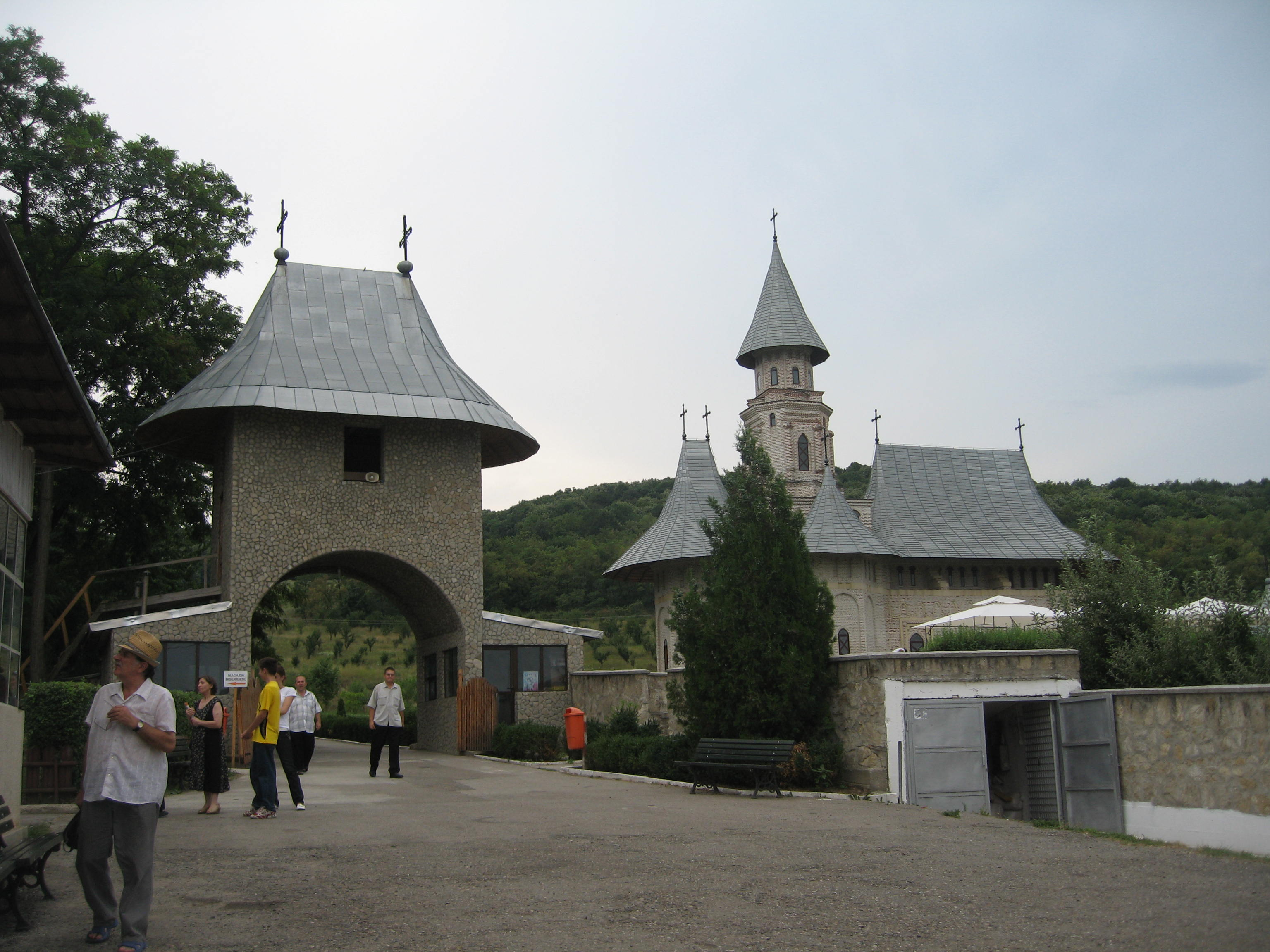
Turnul clopotniţă şi biserica
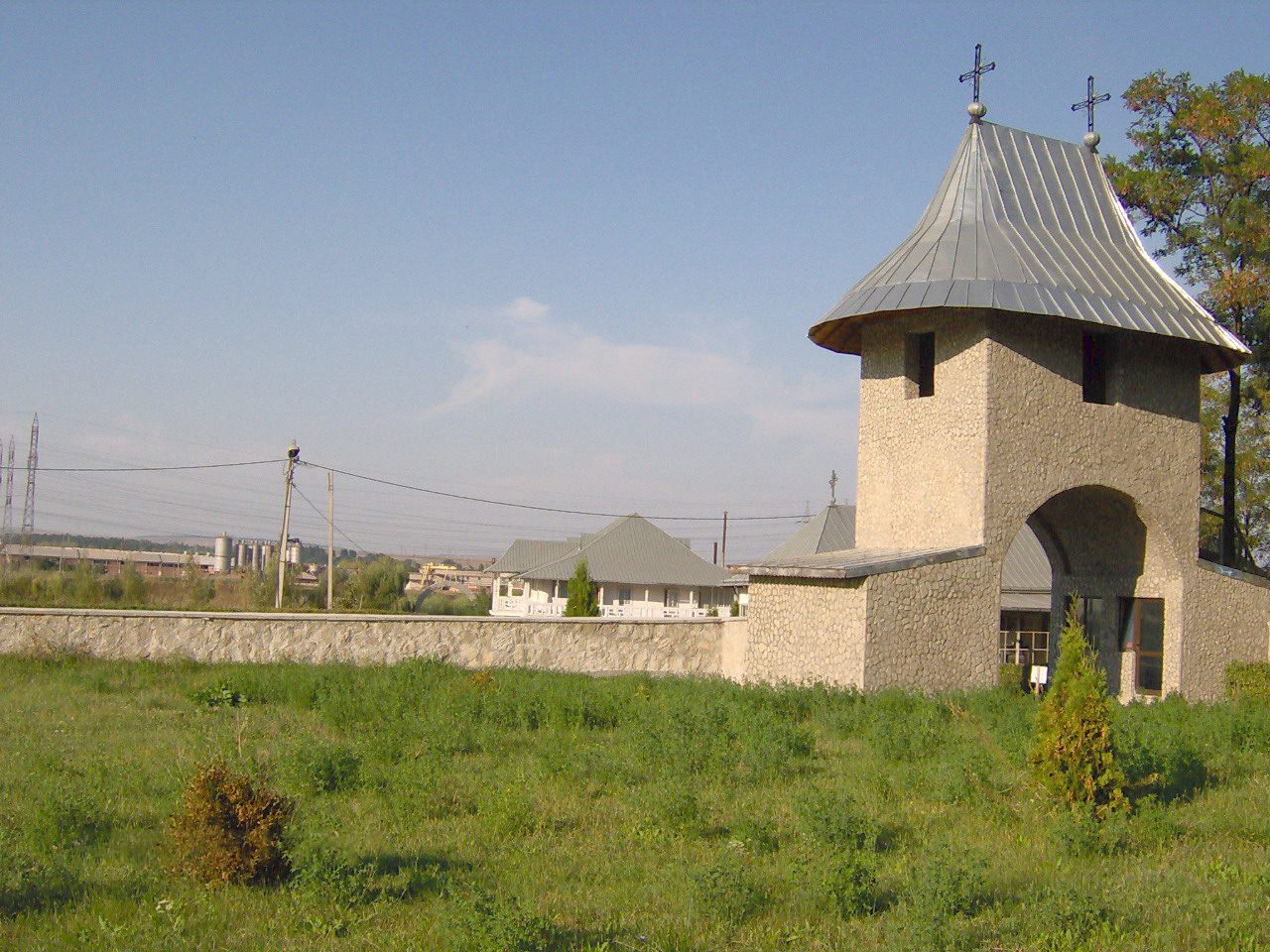
Turnul clopotniţă şi zidul de incintă (vedere din interiorul Mănăstirii)
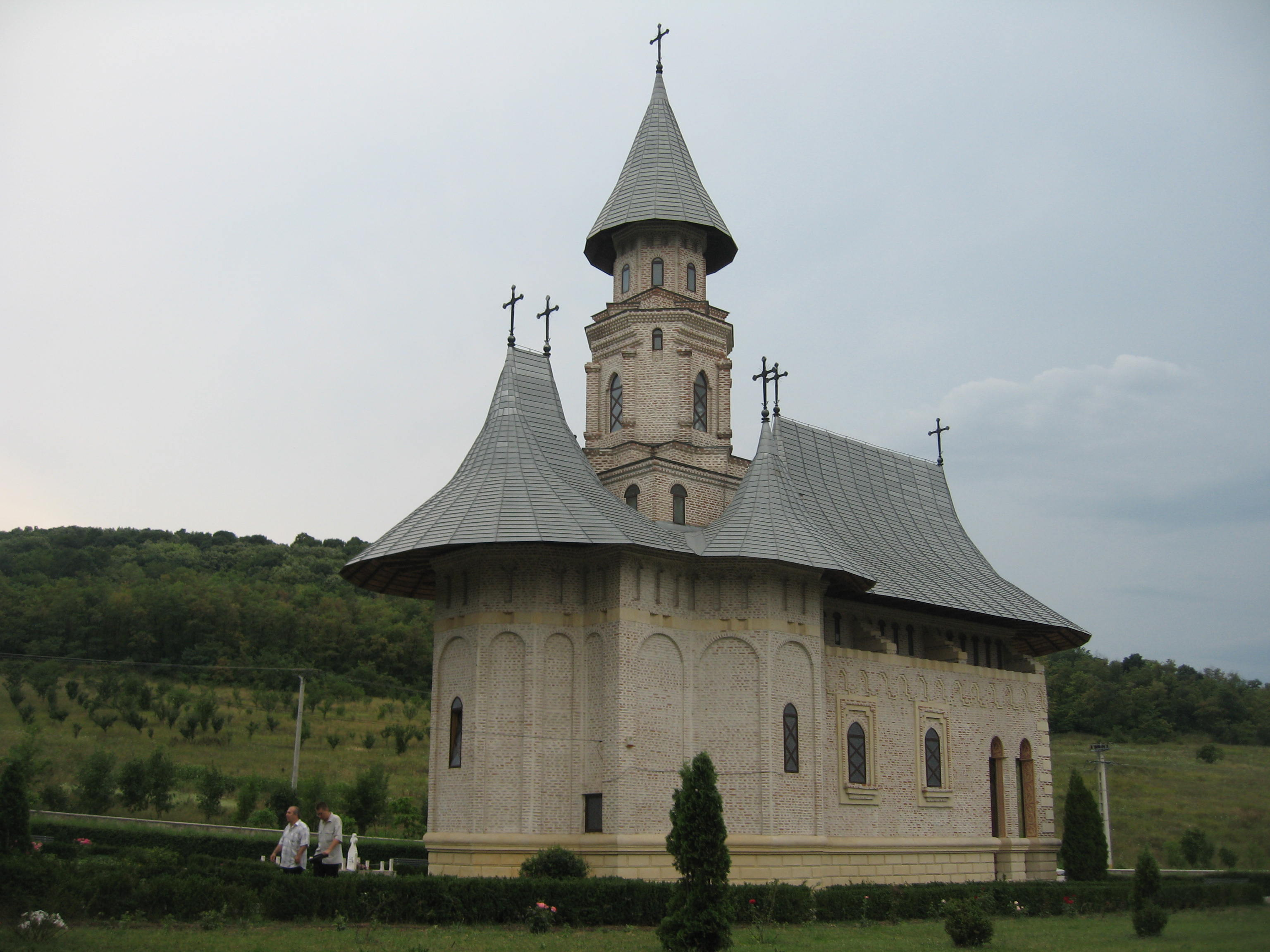
Biserica văzută din dreptul turnului clopotniţă
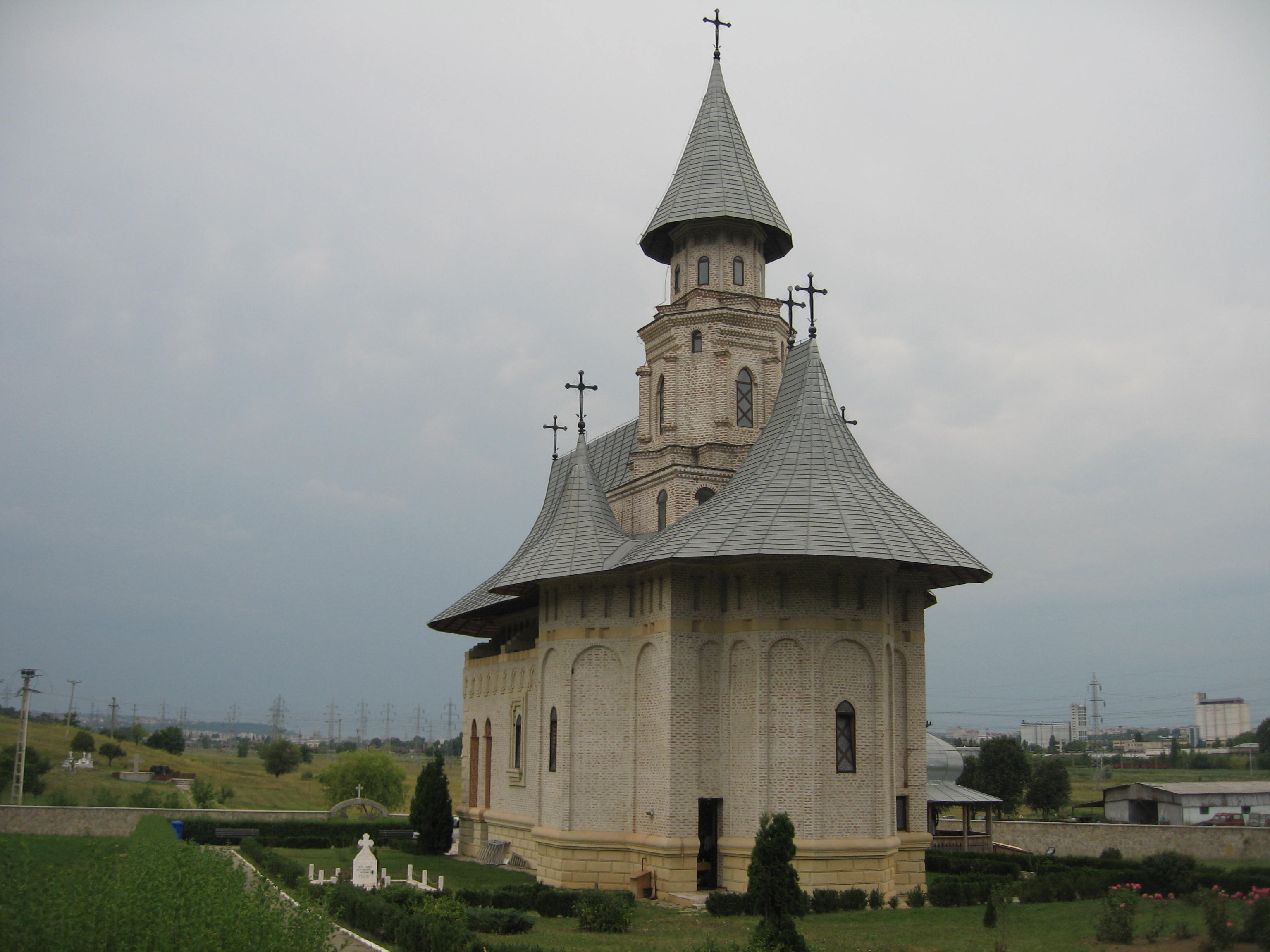
Biserica
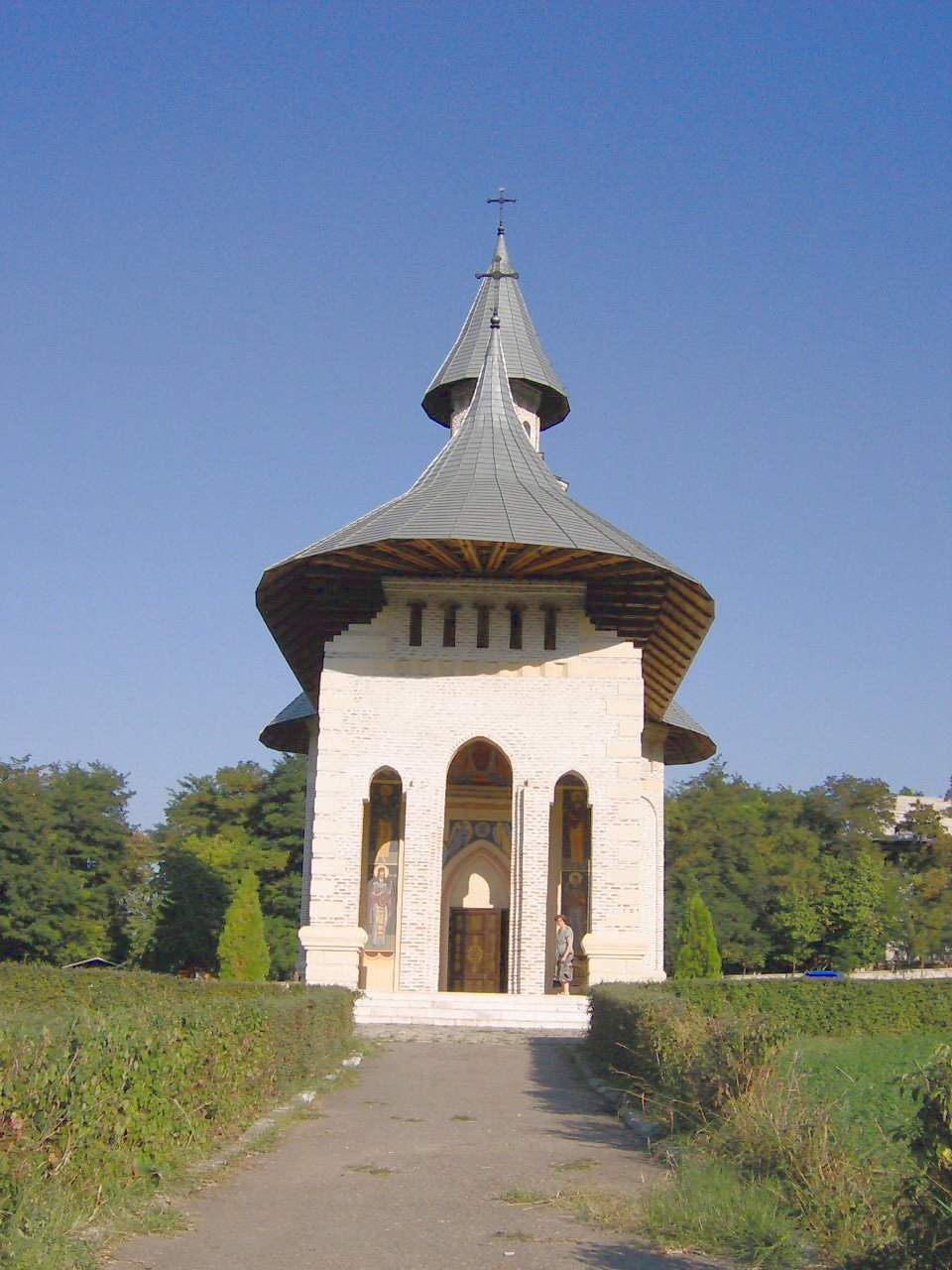
Biserica privită din faţă
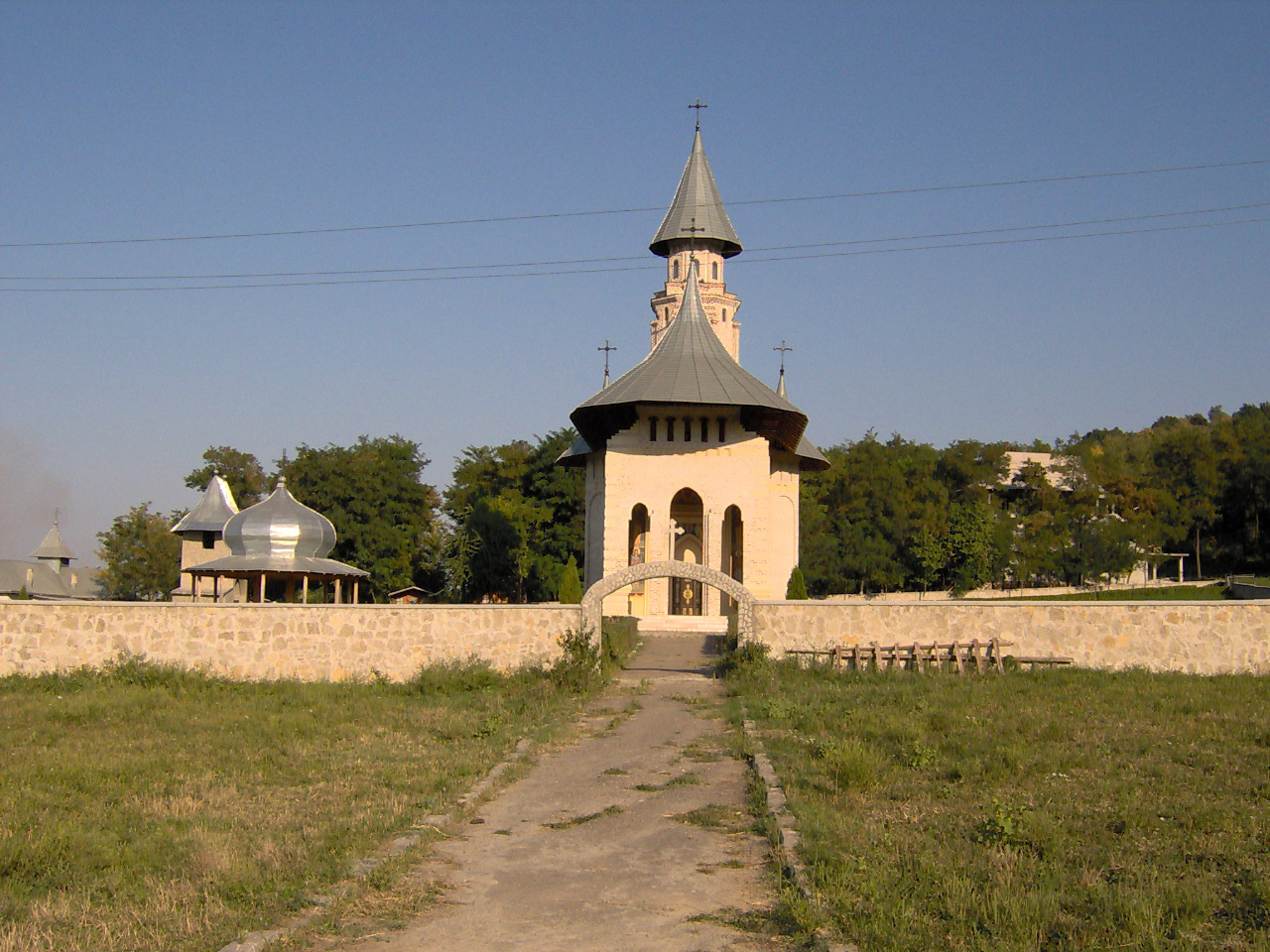
Vedere de la cimitirul Mănăstirii
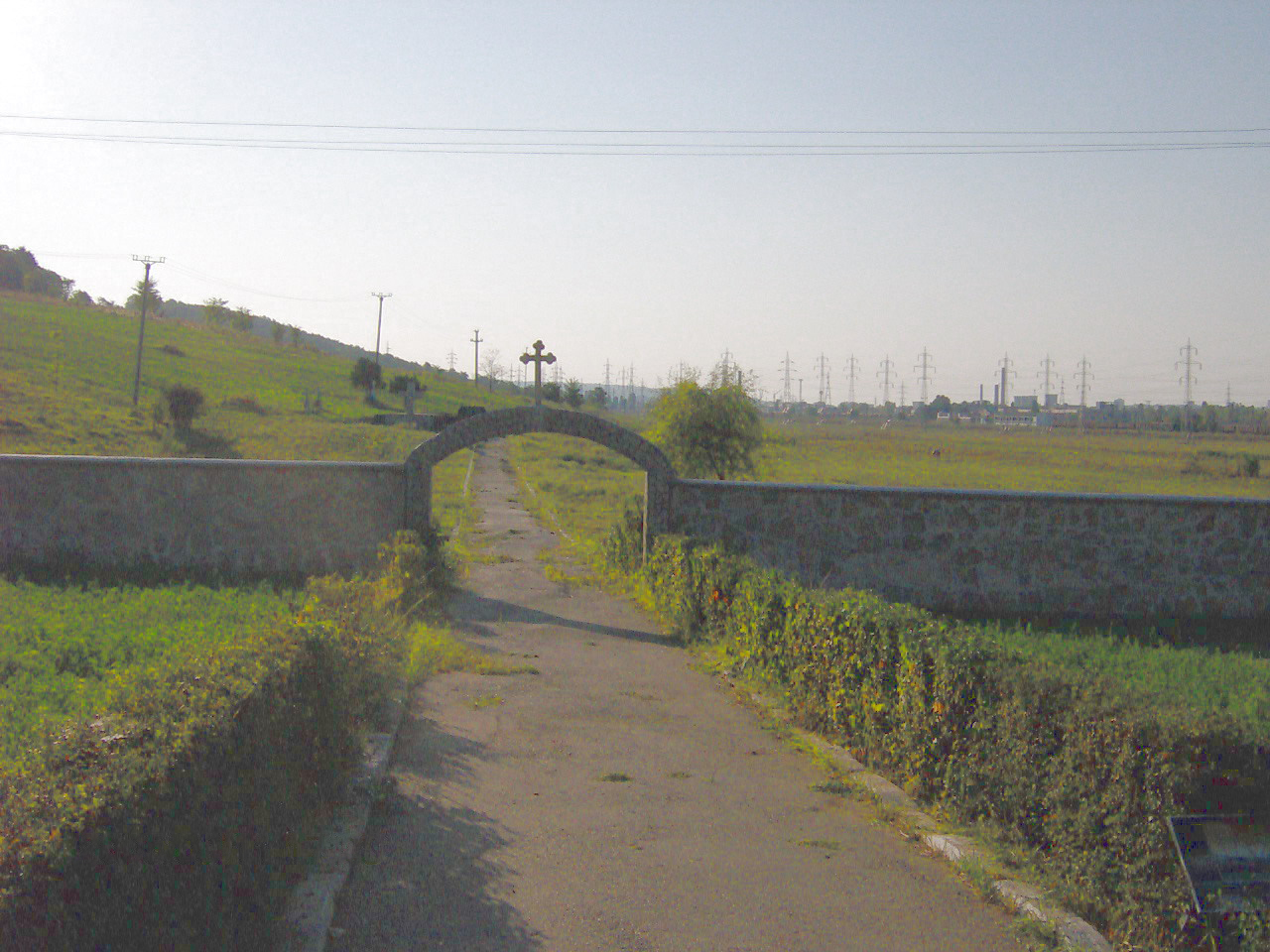
Ieşirea spre cimitir
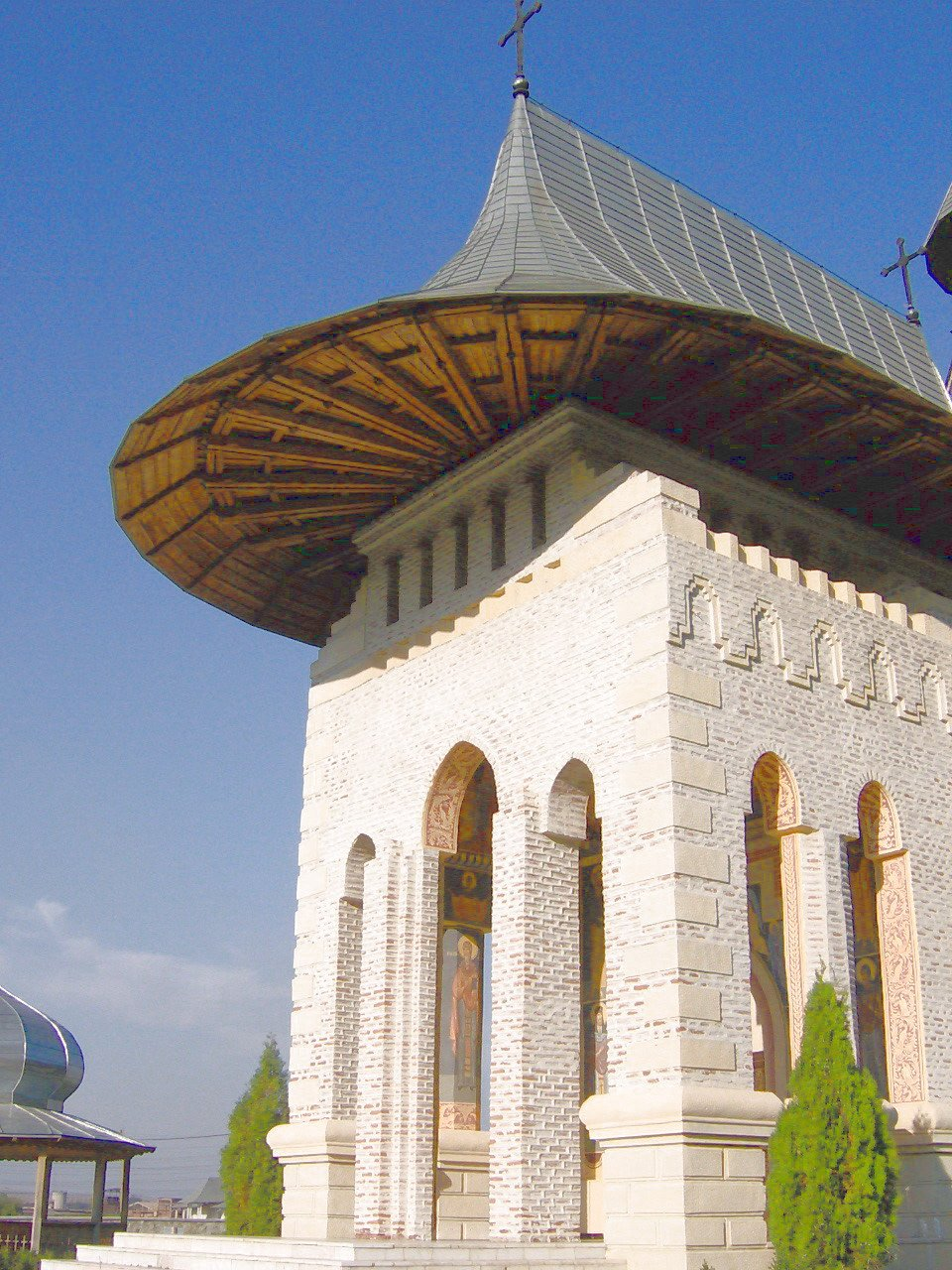
Detaliu al intrării în biserică
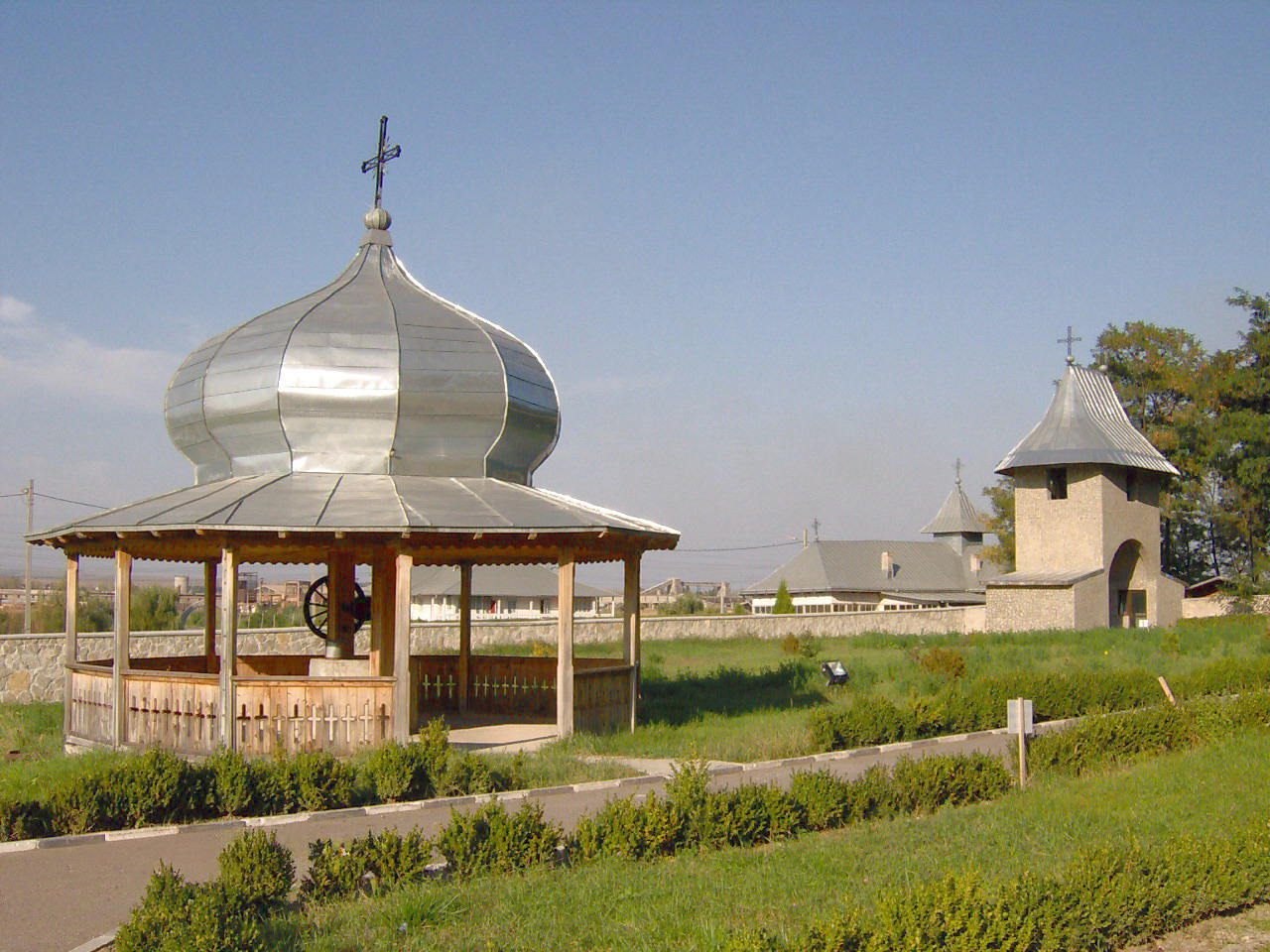
Fântâna cu roată. În planul doi, turnul clopotniţă.
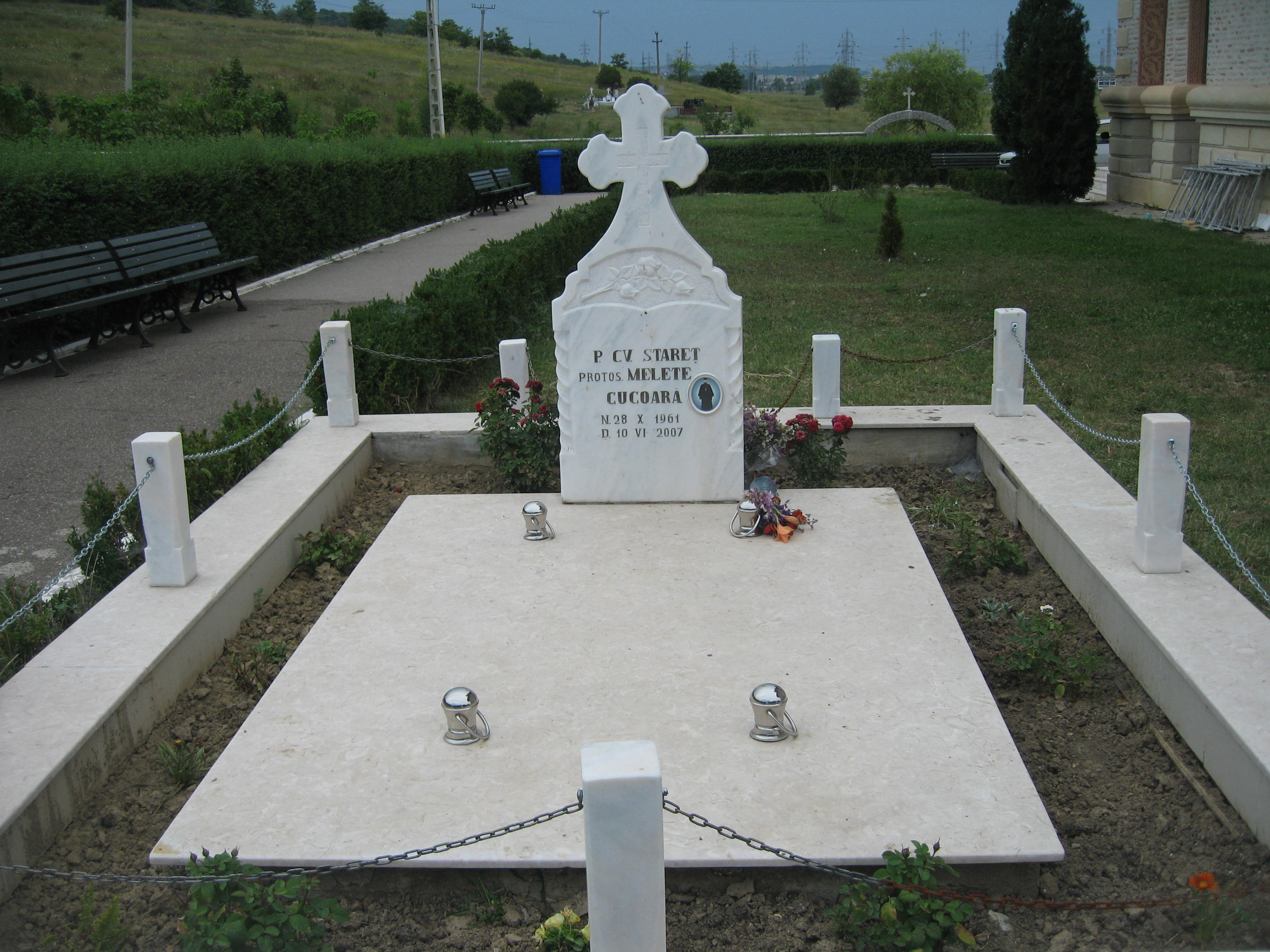
Mormântul protosinghelului Meletie Cucoară (1961-2007), fost stareţ al mănăstirii, aflat în curtea bisericii, lângă altar.